# Rue Joffre
La rue Joffre est une artère du centre de Liège reliant la place Saint-Lambert à la place de la République française.

## Odonymie
La rue porte le nom de Joseph Joffre, officier général français pendant la Première Guerre mondiale, artisan de la victoire alliée lors de la bataille de la Marne et de la stabilisation du front nord au début de la guerre. Cette rue occupe une partie de l'ancienne place Verte, renommée place du Maréchal Foch après la Première Guerre mondiale.
En 2014, dans le cadre des commémorations du centenaire de la Première Guerre mondiale, VEGA, dénonçant l'emploi de la stratégie militaire de l'« offensive à outrance », extrêmement coûteuse en vies humaines utilisée par le officier général Joffre, propose de rebaptiser la rue en Rue de la Paix.

## Art public
Le haut relief Au Balcon réalisé en 1988 par l'artiste Mady Andrien est visible au premier étage du bâtiment situé au no 3 de la rue, immeuble occupé par la Fnac.

## Rues adjacentes
- Place de la République française
- place Saint-Lambert
- Rue Saint-Michel
- Place de l'Opéra
- Boulevard de la Sauvenière
- Rue de la Populaire